# Січневі події у Ризі
Січневі події у Ризі, або Барикади — спроби придушення радянськими керівниками та підконтрольними їм підрозділами МВС громадських протестів у столиці Латвії Ризі, здійснені у січні 1991, незадовго після прийняття Декларації про незалежність Латвії від СРСР 4 травня 1990. Основним засобом оборони населення Риги від наступаючих радянських військ стали барикади, зведені на території всього міста, включаючи вулиці, прилеглі до стратегічно важливих споруд.

## Хід подій
Латвійська РСР відновила суверенітет 4 травня 1990 після прийняття Верховною Радою республіки відповідного документу — Декларації про незалежність. Майже через рік після цієї події, у січні 1991, радянське керівництво почало здійснювати спроби повернути під свою юрисдикцію відновлену Латвійську державу.
13 січня 1991 у Ризі відбулася масова (більше півмільйона чоловік; тогочасна преса наводить дані у 800 тис. осіб) акція протесту проти здійснення радянською армією та спецпризначенцями насильницьких дій щодо протестувальників у столиці сусідньої Литви Вільнюсі. Жителі Риги, передбачаючи сутички з радянськими військовими, почали споруджувати у своєму місті барикади, особливо біля об'єктів, які мають важливе стратегічне значення, — Верховної Ради, Ради міністрів, місць ведення теле- та радіотрансляції та ін.
Комуністична партія Латвії цього ж дня прийняла постанову, у якій пролунали наступні вимоги до Верховної Ради та Ради міністрів Латвії: зупинення процесу підвищення цін, призначення позачергових виборів у Ради народних депутатів та добровільна відставка; у разі невиконання цих вимог латвійська Компартія погрожувала переходом усієї повноти влади до Вселатвійського комітету громадського порятунку. Разом з тим Комуністична партія Латвії попросила М. Горбачова взяти республіку під свій особистий контроль.
Голова Верховної Ради Латвії разом зі своїми колегами з Росії, Литви та Естонії підписав у Таллінні спільне звернення голів парламентів чотирьох республік до Генерального секретаря ООН із закликом терміново провести міжнародну конференцію під егідою ООН, у ході якої повинні бути врегульовані важливі питання стосовно країн Балтії. Також між цими країнами юридично були встановлені міждержавні відносини.
Серед усіх важливих об'єктів найнадійніше захищеною барикадами була Верховна рада Латвії.
15 січня на території ризького стадіону СКА був проведений мітинг, ініційований Комуністичною партією Латвії та низкою прорадянських організацій. Кількість учасників, за різними даними, коливалася від 8—10 до 100 тис. осіб. Учасники мітингу прийняли низку звернень та резолюцій, серед яких головну роль відігравали три: Резолюція Вселатвійських народних зборів, Політична заява Вселатвійського комітету громадського порятунку та Звернення до народів Росії, Верховної Ради СРСР, Верховної Ради РРФСР та президента СРСР М. С. Горбачова. Прийняттям цих документів учасники мітингу вимагали визнання Вселатвійського комітету громадського порятунку як носія державної влади у Латвії та прямого правління М. Горбачова на території Латвії. Політику тодішнього голови Верховної Ради РРФСР Б. Єльцина учасники мітингу піддали жорсткій критиці.
Верховна Рада Латвії 17 січня визнала незаконною діяльність Вселатвійського комітету громадського порятунку. Однак карну справу проти комітету так і не було порушено — причиною цьому стала відмова тодішнього Генерального прокурора Латвії.
20 січня — в ході збройної провокації була обстріляна Вецрига; обстріл призвів до загибелі п'яти чоловік — двох міліціонерів, одного цивільного мешканця та двох працівників місцевого телебачення. Поранення отримали близько десяти співробітників міліції.

## Ризький ЗМОП
Ризький ЗМОП не підтримав нову владу Латвії та відмовився переходити на службу до відновленої незалежної республіки. Ще більше ускладнила й без цього непросту ситуацію навколо спецпідрозділу ліквідація тодішнім міністром внутрішніх справ Латвії А. Вазнісом кооперативу «Вікінг», який нараховував надбавку до зарплатні бійцям ЗМОПу. Після цього вони перейшли на постійну службу до комуністів.
Восени 1990 А. Вазніс попросив тодішнього міністра внутрішніх справ СРСР Бакатіна вивести всіх бійців ЗМОПу з території його держави; останній у відповідь на це перепідпорядкував ЗМОП СРСР.
20 січня з території бази ЗМОПу до центральної частини Риги ввечері під'їхала колона автомобілів. Після стрілянини бійці ЗМОПу атакували й захопили будівлю республіканського МВС. Пізно вночі, залишивши захоплену будівлю МВС, ЗМОПівці повернулися до постійного місця дислокації, безрезультатно відвідавши перед цим ЦК Комуністичної партії Латвії.
Під час інтерв'ю місцевій телекомпанії вже наступного дня бійці ризького ЗМОПу заявили, що лише відстрілювалися від учасників протесту, які, за їхніми словами, відкрили вогонь першими.

## Розслідування
За словами колишньої слідчої Прокуратури Латвії Вілми Умпаце, стрілянину по автомобілях бійців ЗМОПу здійснювала група людей із п'ятого поверху будівлі МВС, яку вони зайняли ще до того, як туди увійшли бійці ризького ЗМОПу. Також вона наводить дані, згідно з якими по будівлі МВС стріляли особи у спортивних костюмах, які дислокувалися в районі Бастіонної гірки; цих осіб помітили деякі захисники Верховної Ради Латвії.
Рита Аксенока, яка в ті часи працювала начальником Управління з розслідування особливо важливих справ Прокуратури Латвії, стверджує, що будівлю МВС обстрілювали з кулемета, розташованого в парку біля пам'ятника Р. Блауманісу.
В ті часи мало місце дуже багато загадкових випадків, значна частина яких була задокументована операторами.
Алоїз Вазніс, колишній міністр МВС Латвії, наводить дані про досить численну групу російськомовних молодих людей (40 чоловік) у Юрмалі — вони прибули туди ще до початку подій у Вільнюсі та видавали себе за спортсменів з Болгарії. Однак Вазніс робить припущення, що то були бійці групи «Альфа».
Колишній заступник начальника оперативного управління військової частини Андрій Галвиньш стверджує, що у січневих подіях біля будівлі МВС брали участь п'ять формувань: працівники МВС, бійці ризького ЗМОПу, бійці спецпідрозділу КДБ СРСР «Альфа», співробітники ГРУ СРСР; при цьому Галвиньш не називає ще одну, останню сторону конфлікту, натомість каже, що її добре знають нерядові учасники конфлікту, серед яких тодішній очільник МВС Латвії Алоїз Вазніс.

## Пам'ять
19 січня 2016 в історичній частині Риги відкрили площу, названу на честь ризьких січневих подій 1991, які отримали назву «Барикади». В січні 2016 Барикадам виповнилося 25 років. Площа віднині матиме назву «Площа Барикад 1991 року».
20 січня відзначається латвійцями як день пам'яті захисників барикад 1991 року.
У Ризі також працює Музей барикад.
У фільмі Цвітіння кульбаби (1992) згадуються січневі події у Ризі, брат головного героя служить в Ризькому ЗМОП.